# كيا عبد الله
كيا عبد الله (بالإنجليزية: Kia Abdullah)‏ (17 مايو 1982، حي تاور هامليتس في المملكة المتحدة)؛ صحفية وروائية بريطانية.

## روابط خارجية
- كيا عبد الله على موقع IMDb (الإنجليزية)